# OTVプライムニュース
『OTVプライムニュース』（オーティーブイプライムニュース）は、2018年4月2日から2019年3月31日まで沖縄テレビで夕方に放送されていた沖縄県向けのローカルワイドニュース番組。

## 概要
- 2018年4月2日、キー局・フジテレビが『プライムニュース イブニング』をスタートさせることに伴い、平日に放送されていた『みんなのニュース おきCORE』に替わってスタート。
- カラーリング：OTV PRIMEnews

上の段に『OTV』、中の段に『PRIME』、下の段に『news』と表記。
- 2019年3月31日を以って本タイトルでの放送を終了し、翌4月1日以降はキー局・フジテレビが『Live News it!』をスタートさせることに伴い、『OTV Live News it!』へ改題した。

## 放送時間
平日版
- 2018年4月2日 - 現在 月曜日-金曜日 17:53 - 19:00

ローカルニュースは 18:14 - 18:50に放送
16:50 - 17:53は「プライムニュース イブニング」のタイトルで全編東京から放送。
週末版
- 2018年4月7日 - 現在 土曜日・日曜日 17:30 - 18:00
  - 「FNNプライムニュース イブニング」のタイトルで放送。

## キャスター
いずれも、OTVアナウンサー。

### 平日版
2018年4月2日（月） - 2019年3月29日（金）
- 月曜・火曜

佐久本浩志・金城わか菜
- 水曜

大城良太・金城わか菜
- 木曜・金曜

大城良太・平良いずみ
- スポーツコーナー担当

稲嶺洋輔
- 不定期（担当アナウンサーが休みの場合など）

小林美沙希

### 週末版
2018年4月7日（土） - 2019年3月31日（日）
- 土曜

大城良太・後間秋穂
- 日曜

稲嶺羊輔・小林美沙希
2018年4月7日（土） - 2019年2月
登川二奈

## OTV歴代の夕方ニュース
| 期間      | 期間      | 平日                          | 週末                           |
| --------- | --------- | ----------------------------- | ------------------------------ |
| 1959.11.1 | 1981.4.5  | OTVニュース                   | OTVニュース                    |
| 1981.4.6  | 1984.9.30 | OTVニュース6:30               | FNNニュースレポート5:30        |
| 1984.10.1 | 1985.3.31 | OTVイブニングワイド           | FNNニュースレポート5:30        |
| 1985.4.1  | 1992.3.31 | OTVイブニングワイド           | FNNスーパータイム              |
| 1992.4.1  | 1997.3.30 | OTVスーパータイム             | OTVスーパータイム              |
| 1997.3.31 | 1998.3.29 | OTVニュース555 ザ・ヒューマン | OTVニュース ザ・ヒューマン     |
| 1998.3.30 | 2001.4.1  | OTV FNNスーパーニュース       | OTV FNNスーパーニュース        |
| 2001.4.2  | 2002.3.31 | OTV FNNスーパーニュース       | OTV FNNスーパーニュースWEEKEND |
| 2002.4.1  | 2008.3.30 | OTVスーパーニュース FNN       | OTV FNNスーパーニュースWEEKEND |
| 2008.3.31 | 2010.3.28 | OTVスーパーニュース FNN       | FNNスーパーニュースWEEKEND     |
| 2010.3.29 | 2015.3.29 | FNN OTVスーパーニュース       | FNNスーパーニュースWEEKEND     |
| 2015.3.30 | 2018.4.1  | みんなのニュース おきCORE     | FNN みんなのニュース おきCORE  |
| 2018.4.2  | 2019.3.31 | OTVプライムニュース           | FNNプライムニュース イブニング |
| 2019.4.1  | 2020.9.27 | OTV Live News it!             | FNN Live News it!              |
| 2020.9.28 | 現在      | OTV Live News イット!         | FNN Live News イット!          |